# 藍高川
藍高川（1872年6月6日—1940年3月23日），屏東里港人，臺灣總督府評議會員。為漳浦縣畲族藍氏之後代，祖先是廣東南澳總兵藍廷珍及其族弟藍鼎元。